# Algarinejo
Algarinejo és un municipi de la província de Granada, Andalusia, Espanya.

## Història
Algarinejo és un poble que remunta els seus orígens al Paleolític, amb les troballes en el Pantà d'Iznájar. També hi ha presència de Roma, amb la vil·la romana.
Però seria el món àrab qui va arribar al poble, donant-li el seu nom (Algarin significa Les Coves en àrab). En l'època de la il·lustració veuria construir-se la seva església, Santa María La Major, pel famós arquitecte neoclàssic Ventura Rodríguez.

## Demografia
| 1930 | 1940 | 1950 | 1960 | 1970 | 1981 | 1991 | 2001 | 2005 | 2006 | 2007 |
| ---- | ---- | ---- | ---- | ---- | ---- | ---- | ---- | ---- | ---- | ---- |
| 7461 | 8443 | 8695 | 8220 | 7035 | 5791 | 5276 | 4020 | 4184 | 4078 | 3957 |